# Bahamas ved sommer-OL 2016
Bahamas deltog ved Sommer-OL 2016 i Rio de Janeiro som blev arrangeret i perioden 5. august til 21. august 2016. 

## Medaljer
| 2016 Rio de Janeiro | Guld | Sølv | Bronze | Total |
| Bahamas             | 1    | 0    | 1      | 2     |

### Medaljevinderne
| Bahamas under sommer-OL 2016 i Rio de Janeiro | Bahamas under sommer-OL 2016 i Rio de Janeiro                                               | Bahamas under sommer-OL 2016 i Rio de Janeiro | Bahamas under sommer-OL 2016 i Rio de Janeiro | Bahamas under sommer-OL 2016 i Rio de Janeiro |
| Medalje                                       | Navn                                                                                        | Sport                                         | Event                                         | Dato                                          |
| --------------------------------------------- | ------------------------------------------------------------------------------------------- | --------------------------------------------- | --------------------------------------------- | --------------------------------------------- |
| Guld                                          | Shaunae Miller                                                                              | Atletik                                       | 400 m løb                                     | 15. august                                    |
| Bronze                                        | Chris Brown Steven Gardiner Michael Mathieu Stephen Newbold Demetrius Pinder Alonzo Russell | Atletik                                       | 4×400 m stafet                                | 20. august                                    |

### Svømning

#### Resultater
| Dato      | Disciplin   | H/D    | Udøver       | Indledende heat | Indledende heat | Semifinale          | Semifinale          | Finale              | Finale              |
| Dato      | Disciplin   | H/D    | Udøver       | Tid             | Placering       | Tid                 | Placering           | Tid                 | Placering           |
| --------- | ----------- | ------ | ------------ | --------------- | --------------- | ------------------- | ------------------- | ------------------- | ------------------- |
| 6. august | 100 m bryst | Herrer | Dustin Tynes | 1:03,71         | 44              | ude af konkurrencen | ude af konkurrencen | ude af konkurrencen | ude af konkurrencen |